# Emma Stone
Emily Jean Stone, detta Emma (Scottsdale, 6 novembre 1988), è un'attrice statunitense.
È vincitrice di due Premi Oscar, tre Golden Globe, due Premi BAFTA, tre Screen Actors Guild Awards, quattro Critics Choice Awards e di una Coppa Volpi alla Mostra del Cinema di Venezia. 
Ha debuttato sul grande schermo con il film  Su×bad - Tre menti sopra il pelo (2007), continuando a recitare in numerosi film di successo tra cui Easy Girl (2010), Crazy, Stupid, Love (2011), The Help (2011), con il ruolo di Gwen Stacy in The Amazing Spider-Man (2012) e The Amazing Spider-Man 2 - Il potere di Electro (2014) e di Crudelia De Mon nel live action Disney Crudelia (2021). Attiva anche in campo televisivo, la Stone ha recitato il ruolo della protagonista nella miniserie Maniac (2018) e nella serie televisiva The Curse (2023).
Ha ricevuto il plauso della critica per la sua interpretazione di Mia Dolan nel film cult La La Land (2016) e di Bella Baxter nel film  Povere creature! (2023), per i quali si è aggiudicata il suo primo e secondo Premio Oscar alla miglior attrice. Ha inoltre ricevuto altre tre candidature agli Oscar, rispettivamente nella sezione miglior attrice non protagonista per la sua interpretazione nel film Birdman (2014) e ne La favorita (2019) e nella sezione miglior film per aver prodotto il film Povere creature!.  

## Biografia
Emily Jean Stone nasce il 6 novembre 1988 a Scottsdale, in Arizona, figlia di Krista Jean Stone, una casalinga, e di Jeffrey Charles Stone, fondatore e CEO di una società di appalti generali. Ha un fratello minore, Spencer. Suo nonno paterno, Conrad Ostberg Sten, proveniva da una famiglia svedese che ha convertito il proprio cognome in "Stone" quando sono emigrati negli Stati Uniti attraverso Ellis Island. Ha inoltre origini tedesche, inglesi, scozzesi ed irlandesi. Da bambina aveva le "coliche del neonato" e piangeva frequentemente; di conseguenza da piccola ha sviluppato noduli e calli sulle corde vocali. Soffriva di attacchi di panico, che le hanno causato un declino nelle sue capacità sociali. È stata sottoposta a una terapia, ma ha affermato che sono state le sue partecipazioni ad alcuni spettacoli teatrali a curare gli attacchi.
Ha studiato alla Sequoya Elementary School e frequentato la Cocopah Middle School, anche se non era una grande amante della scuola. Voleva recitare sin dall'età di quattro anni; inizialmente voleva una carriera negli sketch comici, ma spostò la sua attenzione verso il teatro musicale, prendendo lezioni di canto per diversi anni. Ha debuttato come attrice all'età di undici anni, in una produzione teatrale de Il vento tra i salici, interpretando la parte di Otter. L'attrice ha avuto un'istruzione domiciliare per due anni, durante i quali è apparsa in sedici diverse produzioni teatrali al Valley Youth Theathre a Phoenix, tra cui La principessa sul pisello e Le avventure di Alice nel Paese delle Meraviglie, esibendosi inoltre con una compagnia d'improvvisazione teatrale. In seguito i suoi genitori la mandarono a lezioni private di recitazione con un insegnante che aveva lavorato presso la William Morris Agency.
Ha frequentato lo Xavier College Preparatory, una scuola superiore cattolica femminile, che abbandonò dopo un semestre per diventare un'attrice. Preparò una presentazione con PowerPoint per i suoi genitori, intitolata "Project Hollywood", per convincerli a lasciarla trasferire in California e intraprendere la carriera d'attrice. Nel gennaio del 2004 si trasferì assieme alla madre in un appartamento a Los Angeles.

### Esordi e Primi anni
Nel 2004 ha fatto il suo debutto televisivo nel reality show The New Partridge Family, ed è in seguito apparsa nella serie Lucky Louie di Louis C.K., Zack e Cody al Grand Hotel, Malcolm e nel dramma d'azione Drive, cancellato dopo sette episodi.
Nel 2007 debutta sul grande schermo nella commedia Suxbad - Tre menti sopra il pelo, al fianco di Jonah Hill. Un recensore della rivista The Hollywood Reporter, la definì "attraente", ritenendo però che il suo ruolo fosse stato scritto male. L'attrice ha definito la sua prima esperienza cinematografica come "incredibile ma molto diversa dalle altre esperienze avute in passato". Il film è stato un successo e le è valso il Young Hollywood Awards come Exciting New Face.
Nel 2008 prende parte alla commedia The Rocker - Il batterista nudo, interpretando la bassista di una band, ruolo con il quale ha imparato a suonare il basso. Lo stesso anno recita in La coniglietta di casa, diventato un discreto successo al botteghino, ricevendo recensioni generalmente negative, che elogiavano però la sua interpretazione.

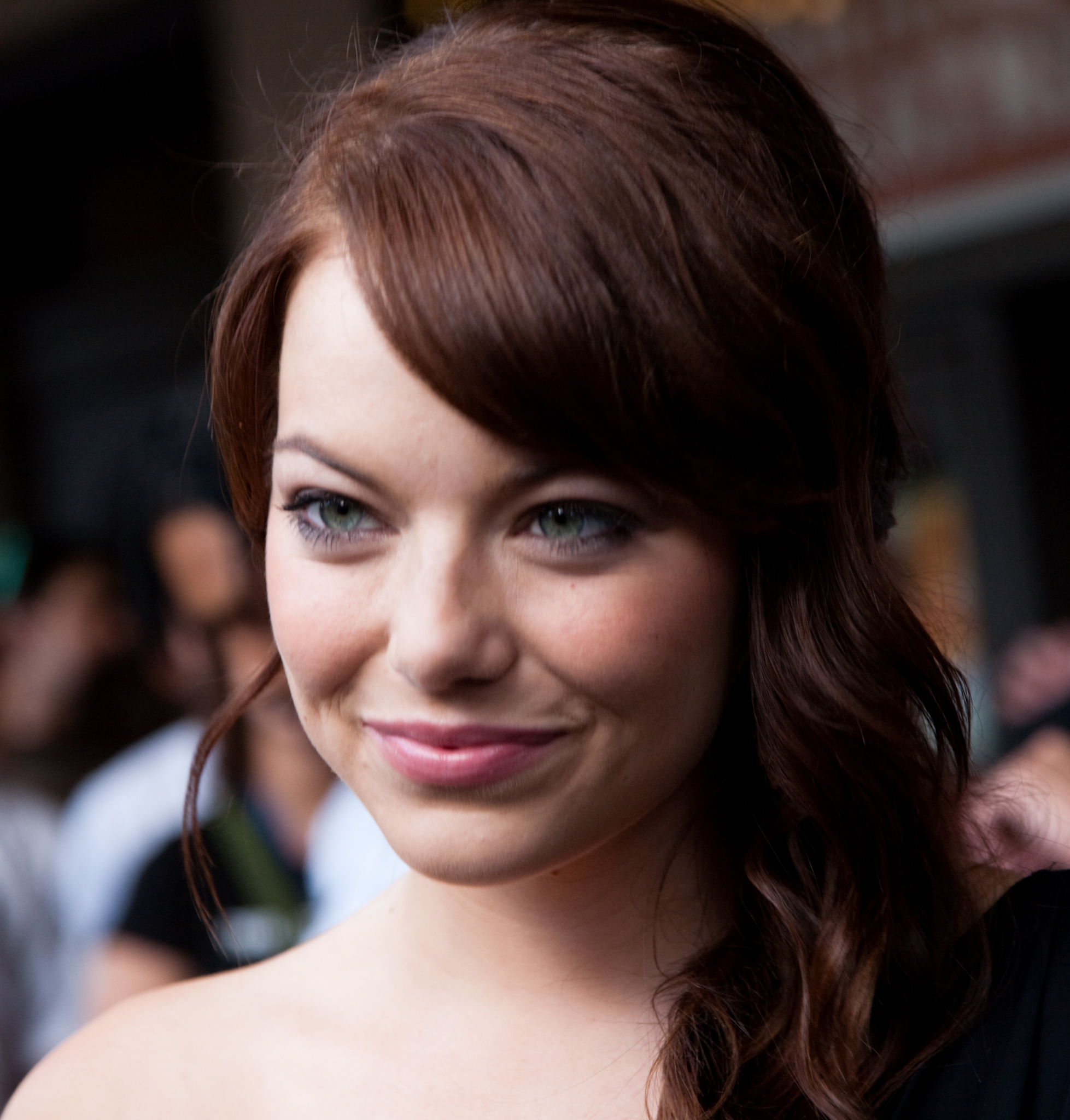
Emma Stone al FantasticFest per l'anteprima di Benvenuti a Zombieland (2009)

Nel 2009 recita al fianco di Matthew McConaughey in La rivolta delle ex, pellicola basata liberamente sul romanzo Canto di Natale di Charles Dickens, che la vede interpretare un fantasma che perseguita il suo ex fidanzato. Successivamente recita nella commedia horror Benvenuti a Zombieland, al fianco di Woody Harrelson e Jesse Eisenberg. Nel film interpreta una truffatrice sopravvissuta ad un'apocalisse zombie, performance elogiata da un critico della rivista The Daily Telegraph, che l'ha definita come "un biscotto duro che proietta l'aura d'essere più saggia dei suo anni". È inoltre co-protagonista nel film Paper Man, commedia drammatica che non convinse la critica.
Nel 2010 presta la sua voce ad un Australian Shepherd nel film Sansone, commedia basata sul fumetto di Brad Anderson. Lo stesso anno arriva la svolta con il ruolo da protagonista nel film Easy Girl, commedia diretta da Will Gluck. Basato in parte sul romanzo storico La lettera scarlatta di Nathaniel Hawthorne. La pellicola ha ricevuto molte recensioni positive dalla critica e la sua performance è stata considerata la risorsa principale. Con questo ruolo si è aggiudicata una candidatura ai British Academy Film Awards come miglior stella emergente, ai Golden Globe come miglior attrice in un film commedia o musicale, e vincendo un MTV Movie Awards per la miglior performance comica.
Nell'ottobre del 2010 ha condotto un episodio del Saturday Night Live, definendo l'esperienza come "la più grande settimana della sua vita". Lo ha poi condotto nuovamente nel 2011, ed è apparsa in un episodio nel 2014, e nell'episodio speciale dedicato al quarantesimo anniversario del 2015.

### Anni '10
Nel 2011 ha avuto una breve apparizione nella commedia Amici di letto, che l'ha riunita con il regista Will Gluck. In seguito ottiene un ruolo nella commedia romantica Crazy, Stupid, Love, al fianco di Steve Carell e Ryan Gosling. Disillusa di essere considerata come il "sarcastico interesse del ragazzo", l'attrice ha recitato assieme a Viola Davis nel film drammatico The Help, ambientato negli anni sessanta a Jackson, dove interpreta Eugenia "Skeeter" Phelan, un’aspirante scrittrice che impara a conoscere la vita delle cameriere afroamericane. Per prepararsi al ruolo, ha imparato a parlare con un accento del sud e si è istruita sul movimento per i diritti civili attraverso la letteratura e il cinema. Sia il film che la sua performance hanno ricevuto recensioni molto positive dalla critica.

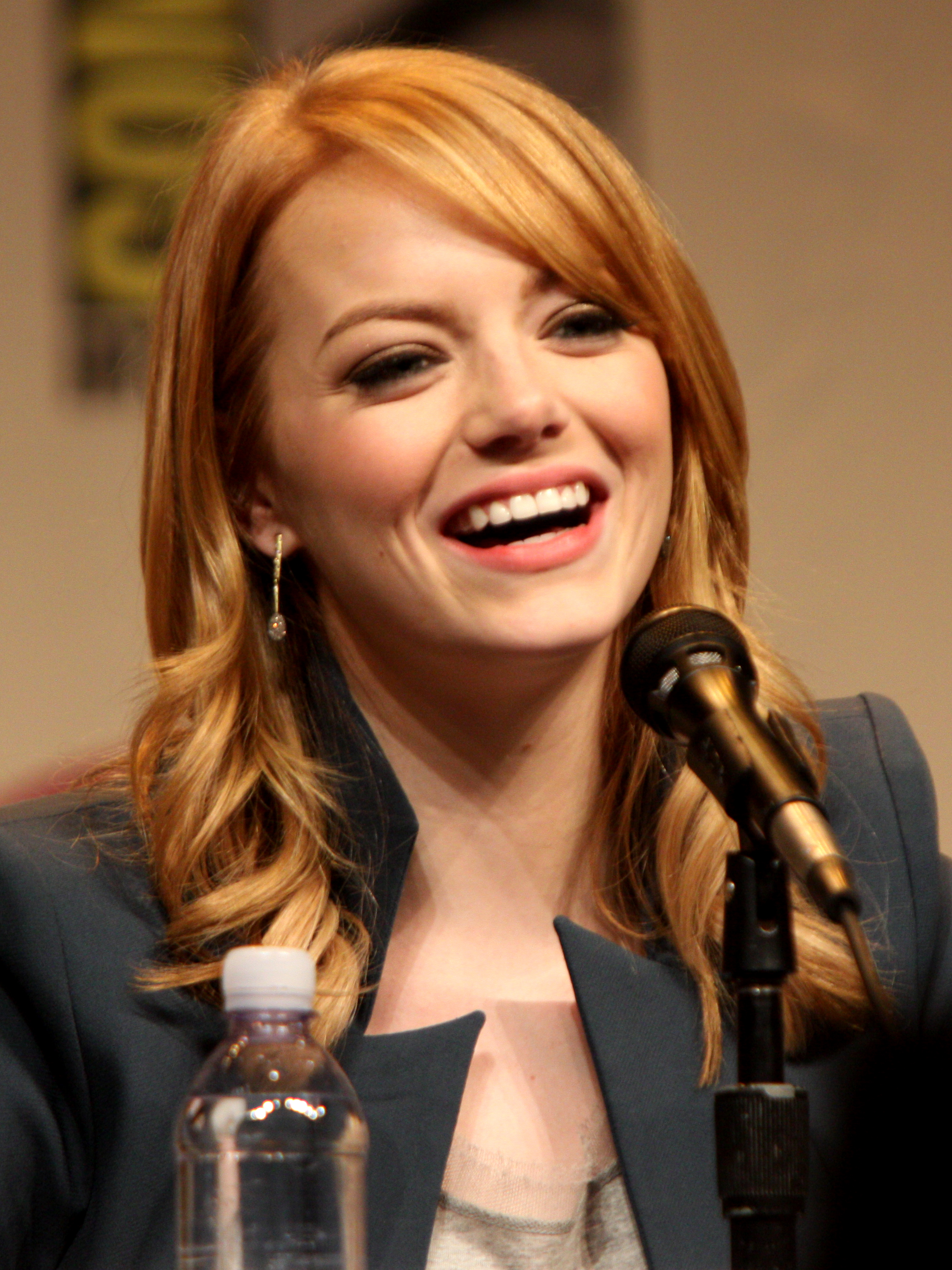
Emma Stone al WonderCon 2012

Nel 2012 veste i panni di Gwen Stacy, l'interesse amoroso di Peter Parker, nel reboot della serie Spider-Man dal titolo The Amazing Spider-Man, diretto da Marc Webb. Al The Vancouver Sun ha dichiarato di non aver mai letto i fumetti sull'Uomo ragno e che conosceva le gesta del supereroe solamente per i film diretti in precedenza da Sam Raimi. Lo stesso anno doppia un personaggio nel videogioco Sleeping Dogs che le è valso una candidatura agli Spike Video Game Awards come miglior performance femminile.
Nel 2013 presta la sua voce nel film d'animazione I Croods, film che si rivela un ottimo successo commerciale, ricevendo la candidatura come miglior film d'animazione ai Premi Oscar del 2014. È apparsa successivamente nel film Comic Movie, e nel film Gangster Squad, un thriller poliziesco ambientato negli anni quaranta a Los Angeles, al fianco nuovamente di Ryan Gosling.
Nel 2014 riprende il ruolo di Gwen Stacy in The Amazing Spider-Man 2 - Il potere di Electro, con una performance ben accolta dalla critica, tanto che un recensore del magazine Empire l'ha elogiata definendola "come l'Heath Ledger di questa serie, che sta facendo qualcosa d'inaspettato con un personaggio secondario". Nello stesso anno è co-protagonista al fianco di Colin Firth, nella commedia romantica Magic in The Moonlight di Woody Allen, rivelatosi un modesto successo commerciale. Successivamente appare nella commedia drammatica Birdman al fianco di Michael Keaton ed Edward Norton, diretta da Alejandro González Iñárritu, in cui interpreta Sam Thomson, la figlia tossicodipendente del protagonista. La pellicola è stata fortemente acclamata dalla critica e la performance dell'attrice è ritenuta dalla rete televisiva The Movie Network come una delle sue migliori interpretazioni. Grazie a questo ruolo ha ricevuto numerosi riconoscimenti tra cui una candidatura al Premio Oscar, ai British Academy Film Awards, ai Golden Globe, ai Screen Actors Guild Award, ed ai Critics' Choice Awards, come miglior attrice non protagonista. Da novembre del 2014 sino a febbraio del 2015, ha recitato nel musical revival Cabaret a Broadway, nei panni di Sally Bowles, definendo quest'esperienza come "la più snervante di sempre".
Nel 2015 lavora nuovamente con Woody Allen, interpretando l'interesse amoroso di Joaquin Phoenix nel film Irrational Man e successivamente nella pellicola Sotto il cielo delle Hawaii, assieme a Bradley Cooper e diretta da Cameron Crowe. Entrambi i film sono stati dei fallimenti critici e commerciali e i suoi ruoli sono stati stroncati dalla critica; quest'ultima pellicola crea anche delle polemiche, in quanto Emma Stone interpreta un personaggio asiatico senza peraltro trucco, attirandosi anche l'ironia della comunità asiatica di Hollywood. Lo stesso anno è protagonista del video musicale del singolo "Anna" di Will Butler.
Durante l'esibizioni nel revival di Cabaret, l'attrice conosce il regista Damien Chazelle, che impressionato dalla sua interpretazione la sceglie come protagonista nella sua commedia musical La La Land. Il progetto segna la sua terza collaborazione con l'attore Ryan Gosling, che la vede nel ruolo di Mia, un'aspirante attrice che vive a Los Angeles. Stone ha preso spunto da diverse esperienze della sua vita per interpretare il ruolo e, in preparazione al suo personaggio, ha guardato i film con Fred Astaire e Ginger Rogers. La pellicola è stato il film d'apertura alla 73ª Mostra internazionale d'arte cinematografica di Venezia, dove ha ottenuto il plauso della critica e l'attrice si è aggiudicata la prestigiosa Coppa volpi per la migliore interpretazione femminile. Grazie a questo ruolo si è aggiudicata il Premio Oscar come miglior attrice, il Golden Globe come miglior attrice in un film commedia o musicale, il British Academy Film Awards come miglior attrice protagonista, e lo Screen Actors Guild Award come migliore attrice protagonista cinematografica. Dopo il successo di La La Land, assieme al collega Ryan Gosling, lascia le impronte delle mani e dei piedi al TCL Chinese Theatre.
Nel 2017 interpreta la tennista Billie Jean King nel film biografico La battaglia dei sessi, basata sull'omonimo match tra la King e Bobby Riggs. Per prepararsi al ruolo l'attrice ha conosciuto personalmente la tennista e guardato sue vecchie interviste e filmati. Per questo ruolo ha ottenuto la sua quarta ai candidatura ai Golden Globe, partecipando alla cerimonia con la King. Lo stesso anno il settimanale Time la inserisce nella lista delle cento persone più influenti nel mondo, e viene inoltre nominata dalla rivista Forbes come l'attrice più pagata dell'anno, con un guadagno di ventisei milioni di dollari.
Nel 2018 lavora al fianco di Rachel Weisz ed Olivia Colman, nel film La favorita diretta da Yorgos Lanthimos. Il film è stato un grande successo di critica e le è valsa la sua terza candidatura al Premio Oscar, la quinta candidatura ai Golden Globe e la quarta ai British Academy Film Awards. Lo stesso anno è produttrice esecutiva e recita per la seconda volta assieme a Jonah Hill nella miniserie Maniac, diretta da Cary Fukanaga. Da grande ammiratrice del regista, l'attrice ha accettato il ruolo senza leggere la sceneggiatura. Judy Berman della rivista Time, è rimasta molto colpita dalla crescita dei due attori dopo Suxbad, notando la complessità delle loro interpretazioni. Successivamente appare nel video musicale del singolo "Who Cares" di Paul McCartney.
Nel 2019 riprende il ruolo di Wichita nel film sequel Zombieland - Doppio colpo, narra la serie Netflix di documentari The Mind, Explained e riprestando la sua voce nella pellicola d'animazione I Croods 2 - Una nuova era.

### Anni '20
Nel 2021 è protagonista del film Crudelia, live-action Disney e prequel del film d'animazione La carica dei cento e uno del 1961, in cui interpreta la celebre cattiva Crudelia De Mon. Per Crudelia, Stone ha ottenuto un'altra nomination ai Golden Globe, senza riuscire a vincere.
Torna al cinema nel 2023 nei panni della protagonista del film fantastico Povere creature!, tratto dal romanzo omonimo di Alasdair Gray, e nuova collaborazione con il regista Yorgos Lanthimos. La pellicola, con Willem Dafoe e Mark Ruffalo, ha vinto il Leone d'oro all'80ª Mostra internazionale d'arte cinematografica di Venezia, mentre alla notte degli Oscar 2024 la Stone vince il suo secondo premio come Migliore attrice protagonista per Povere creature!. Nello stesso anno ritorna anche in televisione con la commedia nera The Curse, al fianco di Nathan Fielder e Benny Safdie.
Al Sundance Film Festival 2024 fanno il suo debutto l'horror I Saw the TV Glow e A Real Pain, secondo lavoro da regista di Jesse Eisenberg, entrambi prodotti dalla Stone. Torna inoltre a collaborare con Lanthimos per il film a episodi Kinds of Kindness, presentato in occasione della  77ª edizione del Festival di Cannes.

## Vita privata
Nel 2011 si è fidanzata con l'attore Andrew Garfield ma la loro relazione si è conclusa nell'ottobre 2015.
Nel 2017 comincia a frequentare Dave McCary, regista e sceneggiatore del Saturday Night Live. Si sono fidanzati ufficialmente nel 2019, sposandosi l'anno seguente. Il 13 marzo 2021 l'attrice ha dato alla luce la loro prima figlia, Louise Jean McCary.
Ha dichiarato di soffrire d'asma, scoprendolo solamente dopo aver avuto difficoltà a respirare durante le riprese di Easy Girl. A sua madre venne diagnosticato un cancro al seno, venendo poi curata nel 2008. L'attrice e la madre hanno festeggiato, facendosi tatuare delle zampe di uccello disegnate da Paul McCartney, in riferimento alla canzone Blackbird dei The Beatles, che entrambe adorano. È apparsa in una campagna della Revlon, che promuoveva la consapevolezza del cancro al seno, e nel 2011 in un video collaborativo tra Star Wars e Stand Up to Cancer, che mirava a raccogliere fondi per la ricerca sul cancro.
Nel 2014 ha partecipato all'Ora della Terra, un movimento mondiale per il pianeta organizzato dal WWF. Nel 2015 ha partecipato ad un evento di raccolta fondi a sostegno del Motion Picture & Television Fund, che aiuta le persone nel settore cinematografico e televisivo con risorse limitate o assenti. Nel 2018 ha collaborato con trecento donne a Hollywood, per avviare l'iniziativa Time's Up per proteggere le donne da molestie e discriminazioni.

## Filmografia

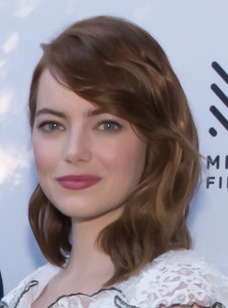
Emma Stone al Mill Valley Film Festival nel 2016

### Attrice

#### Cinema
- Su×bad - Tre menti sopra il pelo (Superbad), regia di Greg Mottola (2007)
- The Rocker - Il batterista nudo (The Rocker), regia di Peter Cattaneo (2008)
- La coniglietta di casa (The House Bunny), regia di Fred Wolf (2008)
- La rivolta delle ex (The Ghosts of Girlfriends Past), regia di Mark Waters (2009)
- Paper Man, regia di Kieran e Michele Mulroney (2009)
- Benvenuti a Zombieland (Zombieland), regia di Ruben Fleischer (2009)
- Easy Girl (Easy A), regia di Will Gluck (2010)
- Sansone (Marmaduke), regia di Tom Dey (2010)
- Amici di letto (Friends with Benefits), regia di Will Gluck (2011)
- Crazy, Stupid, Love, regia di Glenn Ficarra e John Requa (2011)
- The Help, regia di Tate Taylor (2011)
- The Amazing Spider-Man, regia di Marc Webb (2012)
- Gangster Squad, regia di Ruben Fleischer (2013)
- Veronica, episodio di Comic Movie (Movie 43), regia di Griffin Dunne (2013)
- The Amazing Spider-Man 2 - Il potere di Electro (The Amazing Spider-Man 2), regia di Marc Webb (2014)
- Magic in the Moonlight, regia di Woody Allen (2014)
- Birdman, regia di Alejandro González Iñárritu (2014)
- Sotto il cielo delle Hawaii (Aloha), regia di Cameron Crowe (2015)
- Irrational Man, regia di Woody Allen (2015)
- Vite da popstar (Popstar: Never Stop Never Stopping), regia di Akiva Schaffer e Jorma Taccone (2016) - cameo
- La La Land, regia di Damien Chazelle (2016)
- La battaglia dei sessi (Battle of the Sexes), regia di Jonathan Dayton e Valerie Faris (2017)
- La favorita (The Favourite), regia di Yorgos Lanthimos (2018)
- Zombieland - Doppio colpo (Zombieland: Double Tap), regia di Ruben Fleischer (2019)
- Crudelia (Cruella), regia di Craig Gillespie (2021)
- Povere creature! (Poor Things), regia di Yorgos Lanthimos (2023)
- Kinds of Kindness, regia di Yorgos Lanthimos (2024)
- Eddington, regia di Ari Aster (2025)
- Bugonia, regia di Yorgos Lanthimos (2025)

#### Televisione
- Medium – serie TV, episodio 2x05 (2005)
- Malcolm (Malcolm in the Middle) – serie TV, episodio 7x16 (2006)
- Lucky Louie – serie TV, episodio 1x08 (2006)
- Drive – serie TV, 7 episodi (2007)
- 30 Rock – serie TV, episodio 6x04 (2012)
- iCarly – serie TV, episodio 7x03 (2012)
- Maniac – miniserie TV, 10 puntate (2018)
- The Curse – serie TV, 10 puntate (2023)

#### Videoclip
- Anna – Will Butler (2015)
- Who Cares – Paul McCartney (2018)

### Doppiatrice

#### Cinema
- Sansone (Marmaduke), regia di Tom Dey (2010)
- I Croods (The Croods), regia di Kirk DeMicco e Chris Sanders (2013)
- I Croods 2 - Una nuova era (The Croods: A New Age), regia di Joel Crawford (2020)

#### Televisione
- Zack e Cody al Grand Hotel (The Suite Life of Zack & Cody) – serie TV, episodio 1x24 (2006)
- Robot Chicken – serie TV, episodi 5x09-5x10 (2011)
- Medium – serie TV, episodio 2x05 (2006)
- La mente in poche parole (The Mind, Explained) - serie TV (2019)

#### Videogiochi
- Sleeping Dogs (2012)

### Produttrice

#### Cinema
- Crudelia (Cruella), regia di Craig Gillespie (2021) - produttrice esecutiva
- Quando avrai finito di salvare il mondo (When You Finish Saving the World), regia di Jesse Eisenberg (2022)
- Povere creature! (Poor Things), regia di Yorgos Lanthimos (2023)
- A Real Pain, regia di Jesse Eisenberg (2024)

#### Televisione
- Maniac – miniserie TV, 10 puntate (2018) - produttrice esecutiva
- The Curse – serie TV, 10 episodi (2023) - produttrice esecutiva

## Teatro
- Cabaret, regia di Sam Mendes (Studio 54, Broadway, 2014)

## Riconoscimenti
- Premio Oscar
  - 2015 – Candidatura alla miglior attrice non protagonista per Birdman
  - 2017 – Miglior attrice per La La Land
  - 2019 – Candidatura alla miglior attrice non protagonista per La favorita
  - 2024 – Miglior attrice per Povere creature!
  - 2024 – Candidatura al miglior film per Povere creature!

- Golden Globe
  - 2011 – Candidatura per la migliore attrice in un film commedia o musicale per Easy Girl
  - 2015 – Candidatura per la migliore attrice non protagonista per Birdman
  - 2017 – Migliore attrice in un film commedia o musicale per La La Land
  - 2018 – Candidatura alla miglior attrice in un film commedia o musicale per La battaglia dei sessi
  - 2019 – Candidatura alla miglior attrice non protagonista per La favorita
  - 2022 – Candidatura alla miglior attrice in un film commedia o musicale per Crudelia[104]
  - 2024 - Miglior attrice in un film commedia o musicale per Povere creature!
  - 2024 - Miglior film commedia o musicale per Povere creature!
  - 2024 - Candidatura alla miglior attrice in una serie drammatica per The Curse
- BAFTA
  - 2011 – Candidatura alla miglior stella emergente
  - 2015 – Candidatura alla miglior attrice non protagonista per Birdman[53]
  - 2017 – Miglior attrice protagonista per La La Land[67]
  - 2019 – Candidatura alla miglior attrice non protagonista per La favorita[78]
  - 2024 - Candidatura al miglior film per Povere creature![105]
  - 2024 - Candidatura al miglior film britannico per Povere creature!
  - 2024 - Miglior attrice protagonista per Povere creature!
- British Independent Film Awards
  - 2018 – Candidatura alla miglior attrice non protagonista per La favorita[106]
- Critics' Choice Awards
  - 2012 – Miglior cast per The Help[107]
  - 2015 – Miglior cast per Birdman[108]
  - 2015 – Candidatura alla miglior attrice non protagonista per Birdman[108]
  - 2017 – Candidatura alla miglior attrice per La La Land[109]
  - 2018 – Candidatura alla migliore attrice in un film commedia per La battaglia dei sessi[110]
  - 2019 – Miglior cast per La favorita[111]
  - 2019 – Candidatura alla miglior attrice non protagonista per La favorita[111]
  - 2024 - Candudatura al miglior film per Povere creature!
  - 2024 - Miglior attrice per Povere creature!
- Gotham Independent Film Awards
  - 2018 – Premio speciale della giuria per il miglior cast (condiviso con Olivia Colman e Rachel Weisz) per La favorita[112]
- Critic's Choice Super Awards
  - 2024 – Migliore attrice in un film di fantascienza per Povere creature![113]
- Independent Spirit Awards
  - 2015 – Candidatura alla miglior attrice non protagonista per Birdman[114]
- Mostra Internazionale d'arte cinematografica
  - 2016 – Coppa Volpi per la migliore interpretazione femminile per La La Land[64]
- MTV Movie & TV Awards
  - 2011 – Miglior performance comica per Easy Girl[115]
  - 2011 – Candidatura alla miglior battuta per Easy Girl[115]
  - 2011 – Candidatura alla miglior performance femminile per Easy Girl[115]
  - 2012 – Candidatura alla miglior performance femminile per Crazy, Stupid, Love[116]
  - 2012 – Candidatura al miglior bacio (condiviso con Ryan Gosling) per Crazy, Stupid, Love[116]
  - 2012 – Candidatura al miglior cast (condiviso con Viola Davis, Bryce Dallas Howard, Octavia Spencer e Jessica Chastain) per The Help[116]
  - 2012 – MTV Trailblazer Award[116]
  - 2015 – Candidatura alla miglior performance femminile per Birdman[117]
  - 2015 – Candidatura al miglior bacio (condiviso con Andrew Garfield) per The Amazing Spider-Man 2 - Il potere di Electro
  - 2017 – Candidatura al miglior bacio (condiviso con Ryan Gosling) per La La Land[118]
  - 2017 – Candidatura al miglior momento musicale per City of Stars (condiviso con Ryan Gosling) per La La Land
- National Board of Review
  - 2012 – Miglior cast per The Help[119]
- Nickelodeon Kids' Choice Awards
  - 2015 – Attrice cinematografica preferita per The Amazing Spider-Man 2 – Il potere di Electro[120]
  - 2022 – Candidatura alla miglior attrice cinematografica preferita per Crudelia
- Satellite Award
  - 2012 – Miglior cast per The Help[121]
  - 2015 – Candidatura alla miglior attrice non protagonista per Birdman[122]
  - 2017 – Candidatura alla miglior attrice per La La Land[123]
  - 2018 – Candidatura alla migliore attrice per La battaglia dei sessi[124]
  - 2019 – Miglior cast per La favorita[125]
  - 2019 – Candidatura alla miglior attrice non protagonista per La favorita[125]
  - 2019 – Candidatura alla miglior attrice in una miniserie o film per la televisione per Maniac[125]
- Saturn Award
  - 2015 – Candidatura alla miglior attrice non protagonista per Birdman[126]
- Screen Actors Guild Award
  - 2012 – Miglior cast cinematografico per The Help
  - 2015 – Candidatura alla miglior attrice non protagonista cinematografica per Birdman[55]
  - 2015 – Miglior cast cinematografico per Birdman[55]
  - 2017 – Miglior attrice cinematografica per La La Land[68]
  - 2019 – Candidatura alla migliore attrice non protagonista cinematografica per La favorita[127]
  - 2019 – Candidatura alla migliore attrice in un film televisivo o mini-serie per Maniac[127]
  - 2024 - Candidatura alla migliore attrice cinematografica per Povere creature!
- Spike Video Game Awards
  - 2012 – Candidatura alla miglior performance femminile per Sleeping Dogs[43]
- Teen Choice Awards
  - 2011 – Miglior attrice in un film commedia romantica per Easy Girl[128]
  - 2012 – Miglior attrice in un film drammatico per The Help[129]
  - 2012 – Miglior attrice in un film commedia per Crazy, Stupid, Love[129]
  - 2012 – Candidatura al miglior bacio (condiviso con Ryan Gosling) per Crazy, Stupid, Love[129]
  - 2012 – Candidatura alla miglior star femminile dell'estate per The Amazing Spider-Man[129]
  - 2014 – Candidatura alla miglior attrice in un film sci-fi/fantasy per The Amazing Spider-Man 2 – Il potere di Electro[130]
  - 2014 – Candidatura al miglior bacio (condiviso con Andrew Garfield) per The Amazing Spider-Man 2 – Il potere di Electro
  - 2015 – Candidatura alla miglior attrice in un film commedia per Sotto il cielo delle Hawaii[131]

## Doppiatrici italiane
Nelle versioni in italiano delle opere in cui ha recitato, Emma Stone è stata doppiata da:
- Domitilla D'Amico ne La rivolta delle ex, Easy Girl, Amici di letto, Crazy, Stupid, Love, The Help, Gangster Squad, Comic Movie, Magic in the Moonlight, Irrational Man, La La Land, La favorita, Maniac, Crudelia, Povere creature!, The Curse, Kinds of Kindness, Eddington
- Laura Facchin in Su×bad - Tre menti sopra il pelo, Benvenuti a Zombieland, Zombieland - Doppio colpo
- Alessia Amendola in Birdman, Sotto il cielo delle Hawaii, La battaglia dei sessi
- Emanuela Damasio in The Amazing Spider-Man, The Amazing Spider-Man 2 - Il potere di Electro
- Patrizia Mottola in iCarly
- Valentina Mari in The Rocker - Il batterista nudo
- Rossella Acerbo ne La coniglietta di casa

Da doppiatrice è sostituita da:
- Letizia Scifoni in Zack & Cody al Grand Hotel
- Valentina Carnelutti in Sansone
- Rosalia Misseri ne I Croods
- Alice Pagani ne I Croods 2 - Una nuova era